# 8890 Монтень
8890 Монте́нь (8890 Montaigne) — астероїд головного поясу, відкритий 10 серпня 1994 року.
Тіссеранів параметр щодо Юпітера — 3,188.